# Kormáks saga

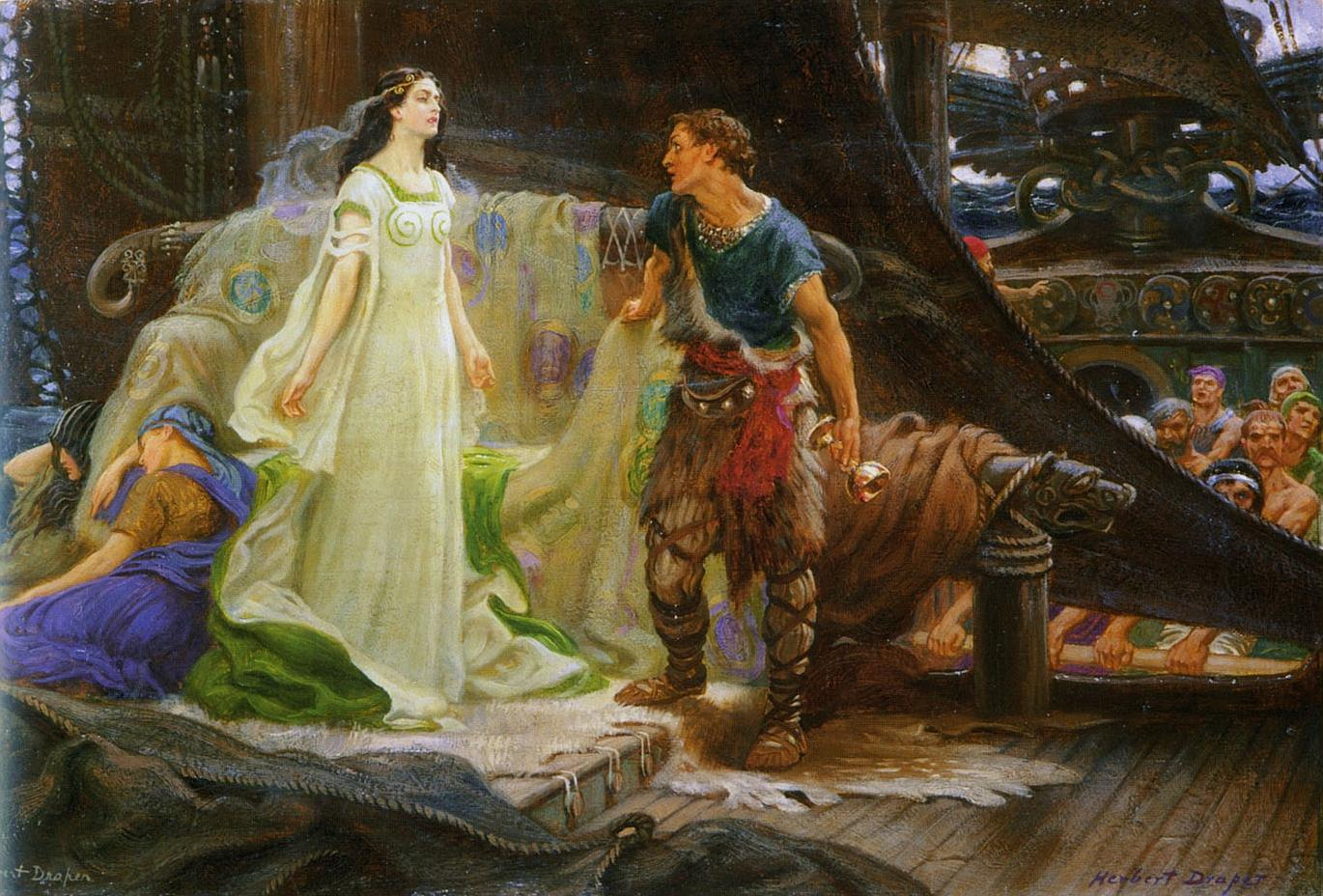
Darstellung von Tristan und Isolde (Herbert James Draper, 1901)

Die Kormáks saga ist eine Isländersaga und wurde vermutlich in der ersten Hälfte des 13. Jahrhunderts geschrieben. Sie gilt als eine der ältesten Sagas, gehört zu den sechs Skaldenbiographien und ist eine der wenigen Sagas, in denen eine Liebesgeschichte den Fokus bzw. einen wichtigen Teil der Handlung bildet.

## Überlieferung
Die Saga ist in der Möðruvallabók (um 1340) überliefert, ein kurzer Abschnitt findet sich in der jüngeren und in einigen Punkten abweichenden Handschrift AM 162 F, fol. aus dem späten 14. Jahrhundert.

## Handlung
Schauplatz der Handlung ist hauptsächlich das nordwestliche Island, das Hauptthema der Saga die lebenslange unglückliche Liebe des Skalden Kormákr zu Steingerdr. In der Saga ist ein Fluch der zauberkundigen Thórveig die Ursache dafür, dass beide letztlich nicht zusammenfinden. Wegen dieses Fluchs versäumt Kormákr den bereits festgesetzten Hochzeitstermin, weswegen Steingerdr mit ihm nichts mehr zu tun haben will. Sie wird in der Folge zweimal verheiratet und entscheidet sich letztlich für ihren zweiten Ehemann und gegen Kormákr. Daneben gibt es noch weitere Nebenhandlungen, so beispielsweise um Steingerds ersten Ehemann Bersi, die nur sehr lose mit der Haupthandlung verknüpft sind.

## Charaktere
- Im Zentrum der Handlung steht eindeutig Kormákr Ǫgmundarson, kreativer Dichter und tapferer Krieger, eine Figur voller Widersprüche, die in der Saga nicht wirklich aufgelöst werden. Er macht Karriere im Ausland, der eigentliche Antrieb hinter seinem Handeln ist jedoch, für einen Sagahelden ungewöhnlich, die Liebe zu einer Frau, die für ihn letztlich (aus Selbstverschulden bzw. wegen eines Fluches) unerreichbar bleibt. Sie ist für ihn umso wichtiger, desto mehr sie sich von ihm distanziert; kommt es jedoch von ihrer Seite zu einer gewissen Annäherung oder bietet sich eine andere Möglichkeit auf eine positive Wendung an (z. B. eine Aufhebung des Fluches), so ist er es, der auf Distanz geht bzw. solche Möglichkeiten nicht nutzt. Kormákr ist außerdem eigensinnig, er lehnt vernünftige Ratschläge ab, versucht seine eigenen Vorstellungen durchzusetzen und ist keineswegs bereit, sich mit gegebenen Tatsachen abzufinden.[5]
- Steingerdr ist in erster Linie die Projektionsfläche für Kormákrs Leidenschaft. An der ersten Begegnung ist sie aktiv beteiligt, es entsteht der Eindruck, dass sie Kormákrs Gefühle zunächst erwidert. Beim Zustandekommen der Verlobung mit ihm ist sie die treibende Kraft. Nachdem Kormákr die Hochzeit platzen lässt, will sie von ihm nichts mehr wissen. Ihren ersten Ehemann Bersi, mit dem sie gegen ihren Willen verheiratet wird, lehnt sie ab und lässt sich später von ihm scheiden, wobei sie recht unsympathisch wirkt. Ihr zweiter Ehemann macht zwar in der Handlung keine gute Figur und will sie letztlich sogar für Kormákr frei geben, aber sie hält an ihm bzw. dieser Ehe fest.

## Bezug zu anderen Isländersagas
Der Handlungsablauf der Hallfreðar saga weist einige Parallelen zur Kormáks saga auf. Beide Skaldenfiguren sind außerdem Vorbilder für die Figur des Skalden Gunnlaug in der Gunnlaugs saga ormstungu. Kormákrs Onkel Steinarr taucht in der Egils saga als ein Gegenspieler von Egils Sohn Thorstein auf.

## Historizität
Kormákr Ogmundarson (gest. um 968) gilt als historische Figur. Ihm werden Preislieder auf den norwegischen König Harald II. Gråfell und den Ladejarl Sigurd Håkonsson zugeschrieben. In der Saga werden außerdem Lausavísur (deutsch: lose Strophen) überliefert, die zwar älter als der Sagatext sein dürften, über deren Verfasser aber Unklarheit besteht. Der Vermutung, die Liebesstrophen seien beeinflusst durch die höfische Liebesdichtung, die sich im Hochmittelalter von Frankreich aus verbreitete, steht die Annahme einer Entstehung im 10. Jahrhundert entgegen.

## Textausgaben
- Einar Ól. Sveinsson (Hrsg.): Vatnsdœla saga (= Íslenzk Fornrit, Bd. 8). Hið íslenzka fornritafélag, Reykjavík 1939.

## Übersetzungen
- Kormak der Liebesdichter, in: Felix Niedner: Vier Skaldengeschichten (= Sammlung Thule, Altnordische Dichtung und Prosa, Bd. 9), Jena 1914, Neuausgabe Darmstadt 1964, S. 143–206.
- Kormáks saga Ogmundarsonar, in: Klaus Böldl, Andreas Vollmer, Julia Zernack (Hrsg.): Die Isländersagas in 4 Bänden mit einem Begleitband. Fischer Verlag, Frankfurt am Main 2011, ISBN 978-3-10-007629-8. Bd. 3. S. 55–126.
- W. G. Collingwood, Jón Stefánsson: The Life and Death of Cormac the Scald (= Viking Club Translation Series, Bd. 1), Ulverston 1902.

## Sekundärliteratur
- Jónas Kristjánsson: Eddas und Sagas. Die mittelalterliche Literatur Islands. Übertragen von Magnús Pétursson und Astrid van Nahl, H. Buske, Hamburg 1994, S. 233–236.
- Kormáks saga, in: Kindlers Neues Literaturlexikon. Studienausgabe. München 1988. Bd. 18, S. 917f.
- Claudia Müller: Erzähltes Wissen. Die Isländersagas in der Möðruvallabók (AM 132 fol.) (= Texte und Untersuchungen zur Germanistik und zur Skandinavistik, Bd. 47; zugl. Bonn, Univ.Diss., 1999), P. Lang, Frankfurt am Main 2001.
- Russell Poole: Composition Transmission Performance: The First Ten lausavísur in Kormáks saga, in: Alvíssmál, Nr. 7 (1997), S. 37–60 (inklusive englischer Übersetzung von 12 lausavísur).